# 아빌라도
아빌라도(스페인어: Provincia de Ávila)는 스페인 중부의 한 주로, 카스티야이레온 지방에 위치해있다. 북쪽으로는 바야돌리드 주, 남쪽으로는 톨레도 주와 카세레스 주, 동쪽으로는 세고비아 주와 마드리드 지방, 서쪽으로는 살라망카 주와 맞닿아 있다.
아빌라 주는 다양한 지형이 있다는 점이다. 그래서 세 가지 지역으로 구분한다.
- 북부 지방은 북메세타산맥이 이어져 평평한 풍경과 침전물의 특징이 있다. 길고 추운 겨울과 짧고 더운 여름의 대륙성 기후를 가진 지역이다. 라모라냐와 라티에라데아레발로의 마을들을 포함한다. 북부 지방의 주요 지방은 아레발로와 마드리갈데라스알타스토레스이다.

- 중부 지방은 암블레스 계곡과 코르네하 계곡, 산악 지방(그레도스 산맥, 베하르 산맥, 비야프란카 산맥, 비야프랑카 산맥, 세로타, 파라메라 산맥, 아빌라 산맥, 말라곤 산맥 등)을 포함한다. 거대한 화강암질이 대부분이고 그레도스 산맥에 위치하여 중부지방에서 최고높이인 2,592 m의 피코 알만조르산이 있다. 산악지역의 겨울의 아주 낮은 기온과 여름의 짧고 별로 덥지 않은 기후적 특징이 있다. 중부 지방의 중요 지역은 다른지역들 중 피에드라이타, 바르코데아빌라, 오르카하다, 오르카호데라스토레스가 있다.

- 남부 지방은 티에타르 계곡과 알베르체의 바호 계곡을 포함한다. 낮은 고도와 온화한 기후가 특징이다. 몇몇 마을에서는 귤나무와 올리브나무, 야자나무를 자주 볼 수 있다. 남부 지방의 중요 지역은 아레나스데산페드로와 소티요데라아드라다, 엘티엠블로, 세브레로스, 칸델레다, 페드로 베르나르도 등이 있다.

## 인구
| 연도                                            | 인구    | ±%     |
| ----------------------------------------------- | ------- | ------ |
| 1528                                            | 105,270 | —      |
| 1591                                            | 143,165 | +36.0% |
| 1752                                            | 102,707 | −28.3% |
| 1787                                            | 118,318 | +15.2% |
| 1860                                            | 168,365 | +42.3% |
| 출처: Llopis Agellán & Cuervo Fuente 2004, 52쪽 |         |        |